# ICI Paris XL
Pour les articles homonymes, voir Ici Paris (homonymie).
Ici Paris XL (stylisée « ICI PARIS XL ») est une chaîne de parfumeries d'origine belge, opérant en Belgique, au Luxembourg et aux Pays-Bas. Elle est une des plus importantes parfumeries en Belgique, ses principaux concurrents y sont April Beauty, Douglas et Yves Rocher.
En 2015, Ici Paris XL compte 291 parfumeries à travers trois pays : 119 parfumeries en Belgique ; 169 parfumeries aux Pays-Bas ; et 4 parfumeries au Luxembourg.

## Histoire
En 1946, Arthur Brenig créé le magasin la Parfumerie à Anvers avec son beau-frère, pour lequel il va fréquemment chercher des parfums en train à Paris. C'est dans cette ville qu'il rencontre Gusta, sa future épouse.
La chaîne Ici Paris XL voit le jour en mai 1968, lorsque le couple Brenig ouvre une petite parfumerie « Ici Paris XL » dans l'agglomération de Bruxelles, précisément dans la commune d'Ixelles d'où provient le « XL » du nom de l'enseigne. La chaîne fait principalement de l'importation de produits cosmétiques de la capitale française, et encore aujourd'hui, la plupart viennent de Paris.
En 1988, Ici Paris XL rachète les 19 parfumeries du groupe Santal, créés par le beau-frère d’Arthur Brenig. En 1996, le groupe néerlandais Groenwoudt (nl) rachète les parfumeries Ici Paris XL, qui est lui-même racheté par le groupe Kruidvat trois ans plus tard.
La chaîne fait finalement partie du A.S. Watson Group en 2002, après le rachat de Kruidvat par celui-ci.

## Récompenses
En 2006, Ici Paris XL était pour la première fois élue « Meilleure chaîne de magasins de Belgique », dans la catégorie parfumeries et drogueries. En 2014, Ici Paris XL a encore remporté ce titre pour la 9e année consécutive[réf. nécessaire].